# Liegi-Bastogne-Liegi 1990
La Liegi-Bastogne-Liegi 1990, settantaseiesima edizione della corsa, valida come quarta prova della Coppa del mondo di ciclismo su strada 1990, fu disputata il 15 aprile 1990 per un percorso di 256 km. Fu vinta dal belga Eric Van Lancker, al traguardo in 7h10'00" alla media di 35,56 km/h.
Dei 196 ciclisti alla partenza furono in 136 a portare a termine la gara. Sesto all'arrivo, Moreno Argentin conservò il comando nella speciale classifica di Coppa del mondo davanti a Rudy Dhaenens e Gianni Bugno.

## Ordine d'arrivo (Top 10)
| Pos. | Corridore            | Squadra      | Tempo    |
| ---- | -------------------- | ------------ | -------- |
| 1    | Eric Van Lancker     | Panasonic    | 7h10'00" |
| 2    | Jean-Claude Leclercq | Helvetia     | a 34"    |
| 3    | Steven Rooks         | Panasonic    | s.t.     |
| 4    | Rudy Dhaenens        | PDM          | a 1'16"  |
| 5    | Luc Roosen           | Histor       | s.t.     |
| 6    | Moreno Argentin      | Ariostea     | a 1'20"  |
| 7    | Gianni Bugno         | Chateau d'Ax | s.t.     |
| 8    | Gert-Jan Theunisse   | Panasonic    | s.t.     |
| 9    | Martin Earley        | PDM          | s.t.     |
| 10   | Atle Kvålsvoll       | Z            | s.t.     |